# 劉季鑛
劉季鑛（？—1649年11月6日），字安世，江西吉安府吉水縣人，明朝、南明政治人物。

## 生平
劉季鑛選貢出身，跟隨父親劉同升起兵獲授待詔。福京失陷，他前往奉天的永曆朝廷，累遷簡討、侍講及中允；他與周鼎瀚不和，彈劾劉承胤、馬吉翔而觸怒二人，被貶謫外地，於是他請求為父親守喪。很快劉季鑛恢復原官，以僉都御史提督江楚義軍。他志氣高尚，看自己很了不起，當初他娶李元鼎的女兒為妻，李元鼎投降清朝後他就趕走妻子；又喜歡功名，不夠持重，輕視何騰蛟，互不謙讓。
永曆二年（1648年）五月，劉季鑛和彭九願經小路到酃縣召集民眾響應起義，收復茶陵、興寧、永興、常寧。他時常隨意授與副總兵、職方主事等官職，漸漸失去人望，何騰蛟厭惡而制止他；至何騰蛟敗亡，他部下的義兵大多驚駭散去。堵胤錫標將彭嵩年、向文明及金聲桓部將蓋遇時屯駐郴州、韶州，他收撫眾人，晉官兵部右侍郎、少詹事，督師江、楚；同時段酃擔任郴桂僉事。永曆三年十月四日（1649年11月6日），他在樂昌的部下四處剽掠，無法禁止，與盧之燁、段士選於桂陽九峯戰死。